# Capilla mayor (Iglesia del Gesú, Roma)
La capilla mayor de la iglesia del Gesú, es la parte principal de este templo que constituye la iglesia matriz de la Compañía de Jesús, parte de la que fue su casa profesa en Roma.

## Historia
Tras la finalización de la iglesia en 1584, su capilla mayor, presbiterio (o en italiano, tribuna), quedó consagrada solemnemente en honor del nombre de Jesús y bajo el patronato de quien había sufragado la construcción de la iglesia, el cardenal Alejandro Farnesio. La capilla fue solemnemente consagrada el 25 de noviembre de 1584. Entonces se construyó un suntuoso altar provisional que, sin embargo presidiría la capilla durante casi dos siglos y medio.

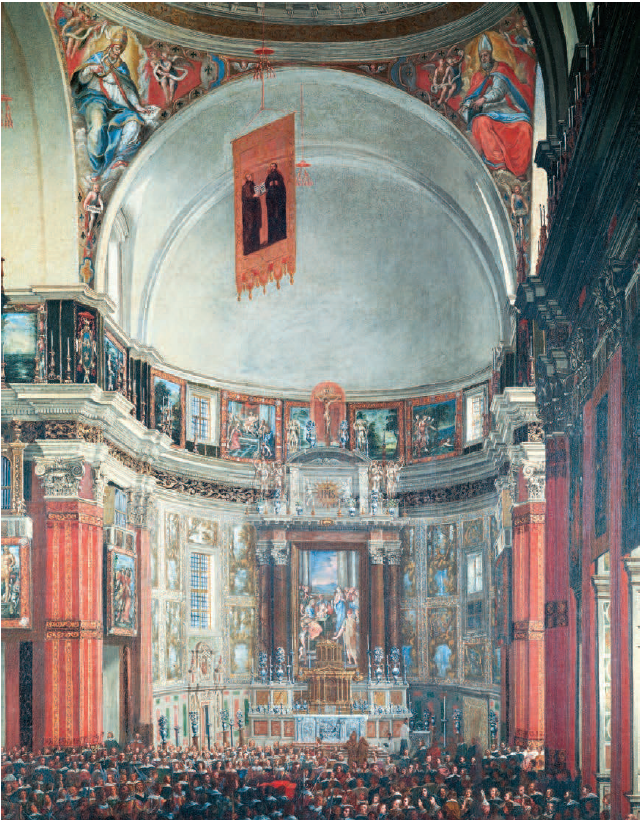
Vista del altar mayor en el óleo de Urbano VIII visitando Il Gesù durante las celebraciones del centenario de la Compañía de Jesús.

Bajo el altar se dispusieron los cuerpos de los santos Abondio y Abondanzio que había sido encontrados en 1583 en la iglesia de San Cosme y Damián. También se dispusieron los de otros santos.La parte superior del ábside permaneció sin pintar encaladas de blanco. A la capilla se agregó, en 1621, el monumento al cardenal jesuita Roberto Belarmino.
Hacia el tercer cuarto del siglo XVII se planteó la posibilidad de decorar el ábside con una pintura que representara a Josué parando el sol en su victoria contra los amorreos. El episodio iba a ser elegido por su simbología, como antecesor de la invocación del nombre de Jesús, ya que, de acuerdo con el Antiguo Testamento, al invocar el nombre de Dios el caudillo consiguió parar el sol y ganar la batalla.

En los inicios de la década de 1690, bajo el generalato de Tirso González, los padres jesuitas Filippo Grimaldi (prefecto de la iglesia) y Paolo Segneri plantearon la posibilidad de finalizar la capilla mayor, incluyendo la traslación del cuerpo de San Ignacio de Loyola desde su capilla en el lado del Evangelio del transepto. Tras consultar al patrón de la capilla mayor, Ranucio II, duque de Parma, este se negó a la idea en estos términos:
Ya que no deseamos, entre otras razones otras razones ciertamente, que perturbemos el descanso de los buenos santos Abondio y Abondazio, a quienes el cardenal Alejandro, fundador de la Iglesia, mandó colocar colocados bajo dicho altar mayor, ni que los huesos del mismo Cardenal, al remover y ocupar su lugar de sepultura.
Finalmente el general González aceptó que el cuerpo de San Ignacio permaneciese en su capilla, a la vez que ordenaba su reconstrucción.
Por su parte, la capilla mayor continuó en su estado provisional hasta la restauración de la orden en 1814. Unos veintiséis años después, se decidió su aspecto definitivo a la capilla mayor, recubriéndola de mármoles y encargando un nuevo altar y retablo a Antonio Sarti. Este último comenzó su obra en los inicios de 1841, finalizándola en febrero de 1843. En el nuevo retablo Sarti debía conservar las columnas de mármol amarillo del retablo provisional que venía a sustituir.
Como parte de las reformas Sarti destruyó el monumento funerario de Roberto Belarmino, sustituyéndolo por un exiguo espacio en la sobrepuerta de la existente en el lado del Evangelio, haciendo pareja con otro monumento dedicado al también jesuita José Pignatelli.
Presidiendo el retablo se dispuso un óleo representando la Circuncisión del Señor, obra del pintor romano Alessandro Capalti (1817-1868), que vino a sustituir a un cuadro del mismo tema realizado por Girolamo Muziano.
Por su parte, el ciborio fue realizado por Wilhelm Hopfgarten.
El 18 de febrero de 1843 la obra fue inaugurado por el propio Gregorio XVI en persona, quien se limitó a hablar únicamente de la calidad de los mármoles de la reconstruida capilla. La nueva capilla mayor no tuvo ningún éxito de crítica en el momento de su inauguración llegándose a crear una polémica en torno a labor de Antonio Sarti.

## Descripción
La capilla mayor se encuentra presidiendo la cabecera situada al oriente de la nave principal del templo, como corresponde a su carácter principal. Se encuentra elevada en unos 75 centímetros de altura sobre el nivel del resto de la iglesia, protegida por una balaustrada de mármol y bronce. Se trata de un espacio de planta semicircular y abovedado formando un ábside de un cuarto de esfera en la zona superior.
Está presidido por un altar bajo el que se dispone una capilla en la que se encuentran los restos de los santos mártires Abondio y Abbondanzio.El altar es de estilo neoclásico y está presidido por un óleo representando La Circuncisión del Señor, enmarcado por cuatro columnas pareadas de mármol amarillo sobre un zócalo y sosteniendo un frontón triangular. Sobre este último se encuentra el monograma IHS en letras doradas sobre un círculo de lapislázuli, sostenido por tres ángeles, y rodeado de rayos. Los tres ángeles son obra de Rinaldo Rinaldi. Por su parte, sobre cada uno de los lados del frontón y en adoración del monograma IHS se encuentran dos ángeles de mármol. El primero de ellos (izquierda), personaficando la Fe, es obra de Francesco Benaglia; y el segundo (derecha), que personifica la Caridad, es obra de Filippo Gnaccarini.
A ambos lados del altar, se disponen respectivamente a izquierda y derecha, los monumentos a Roberto Belarmino y José Pignatelli, en las puertas que se abren al piso inmediatamente inferior del antiguo Apartamento Farnesio.

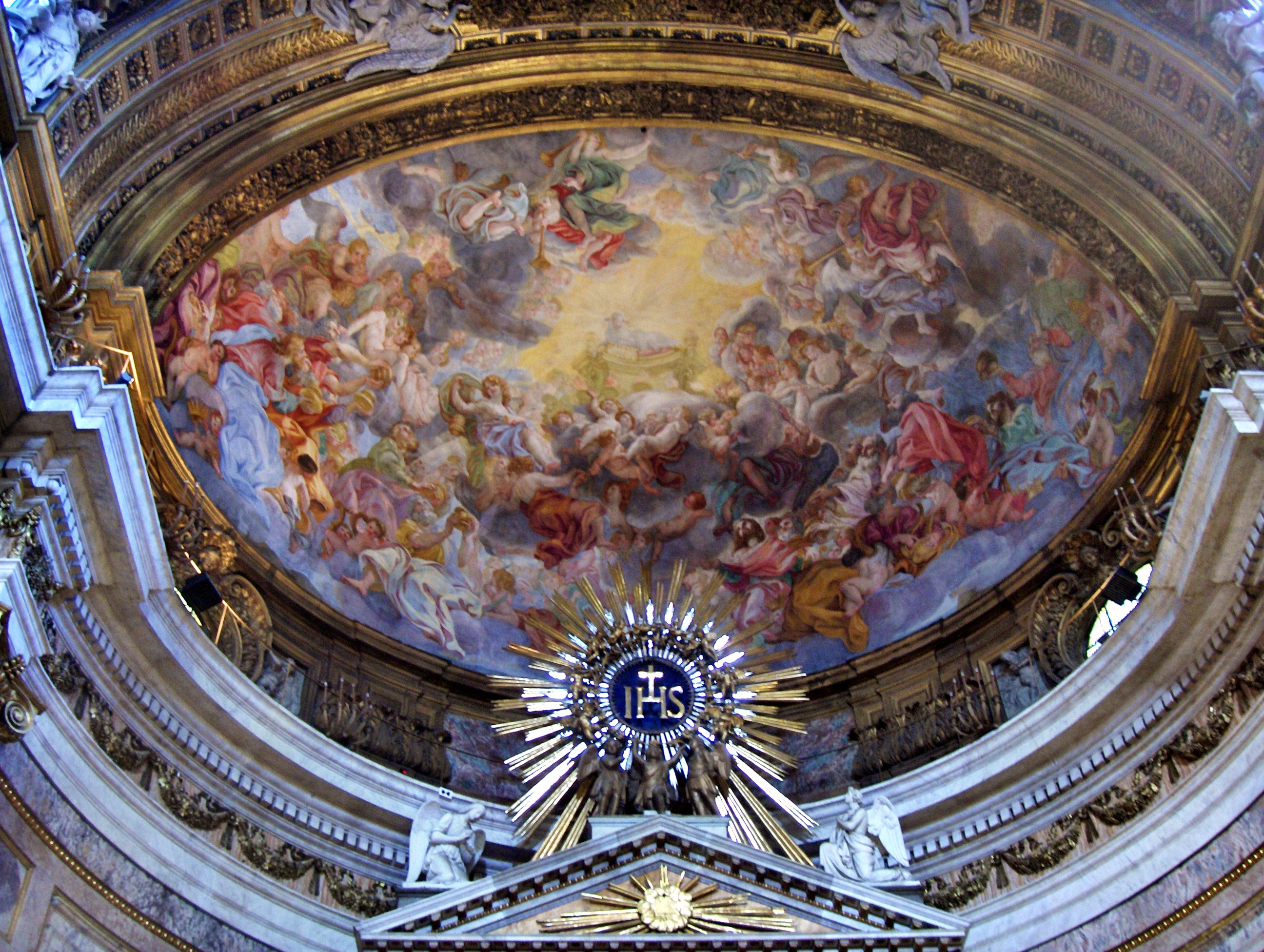
Fresco del ábside con el fresco La Adoración del Cordero Místico, de Gaulli.

El ábside se encuentra decorado por una pintura al fresco de Giovanni Battista Gaulli, la Adoración del Cordero Místico.